# Dżama’at Nasr al-Islam wa-al-Muslimin
Dżama’at Nasr al-Islam wa-al-Muslimin (JNIM) (arab. ‏جماعة نصرة الإسلام والمسلمين‎, fr. Groupe de soutien à l'islam et aux musulmans (GSIM), pol. Grupa Wsparcia/Zwycięstwa Islamu i Muzułmanów) – zbrojna organizacja dżihadystyczna działająca w Maghrebie i Afryce Zachodniej, utworzona w 2017 roku w wyniku połączenia Ansar Dine, Frontu Wyzwolenia Macina, al-Mourabitoun i saharyjskiego oddziału Al-Kaidy w Islamskim Maghrebie.
Jej przywódcy przysięgli wierność przywódcy Al-Kaidy, Aymanowi al-Zawahiriemu.
W 2022 r. JNIM było najszybciej rozwijającą się grupą terrorystyczną na świecie.